# 園田プリンセスカップ
園田プリンセスカップ（そのだプリンセスカップ）は兵庫県競馬組合が施行するサラブレッド系2歳牝馬限定の重賞競走（平地競走）である。距離はダート1400m。正式名称は「スポーツニッポン新聞社賞 園田プリンセスカップ」、スポーツニッポン新聞社が優勝杯を提供している。

## 概要
1999年に兵庫県競馬がサラブレッド系競走を開始するに伴い、中央競馬・阪神ジュベナイルフィリーズのトライアル競走に出走する、東海（愛知・笠松）・北陸（金沢）・近畿（兵庫）・中国（福山）地区代表馬を選定するために新設された。設立当時は指定競走で、2005年から重賞に格上げされている。
競走名は園田競馬場で施行していたため園田プリンセスカップであったが、2006年は姫路競馬場での施行に伴い姫路プリンセスカップ（ひめじプリンセスカップ）に変更された。2007年には再び園田競馬場の開催に戻り競走名も戻った。また2007年は馬インフルエンザの影響により兵庫所属馬のみで行われた。
2010年からは地方競馬全国交流競走として施行されると共にGRANDAME-JAPAN・2歳シーズンの第1戦に指定された。

### 条件・賞金（2024年）
出走条件
サラブレッド系2歳牝馬、地方全国交流で他地区所属馬の出走枠は5頭と定められている。
負担重量
定量（54kg）
賞金額
1着700万円、2着245万円、3着140万円、4着105万円、5着70万円

## 歴代優勝馬
全てダート1400mで施行。
| 回数    | 施行日        | 競馬場 | 優勝馬             | 所属   | 馬場 | タイム | 優勝騎手   | 管理調教師 | 1着賞金 |
| ------- | ------------- | ------ | ------------------ | ------ | ---- | ------ | ---------- | ---------- | ------- |
| (第1回) | 1999年9月29日 | 園田   | ミスサプライズ     | 西脇   | 良   | 1:30.4 | 尾林幸二   | 利国彦一   | 350万円 |
| (第2回) | 2000年9月27日 | 園田   | ホエールハーバー   | 園田   | 良   | 1:31.4 | 岩田康誠   | 上田伸夫   | 300万円 |
| (第3回) | 2001年9月26日 | 園田   | クインキャスト     | 園田   | 良   | 1:31.0 | 小牧太     | 曾和直榮   | 300万円 |
| (第4回) | 2002年9月25日 | 園田   | ネイビーズドーター | 園田   | 良   | 1:32.0 | 尾林幸二   | 稻田彰宏   | 300万円 |
| (第5回) | 2003年9月25日 | 園田   | ヤマカツスミレ     | 西脇   | 不良 | 1:28.2 | 岩田康誠   | 岡田利一   | 300万円 |
| (第6回) | 2004年9月22日 | 園田   | キヌガサアジュディ | 金沢   | 稍重 | 1:29.6 | 蔵重浩一郎 | 松川史朗   | 300万円 |
| 0第7回  | 2005年9月28日 | 園田   | ティーサー         | 西脇   | 良   | 1:30.4 | 板野央     | 野田忍     | 300万円 |
| 0第8回  | 2006年9月28日 | 姫路   | ホクザンパラダイス | 園田   | 良   | 1:32.5 | 木村健     | 松川史朗   | 250万円 |
| 0第9回  | 2007年9月26日 | 園田   | タッカールーラー   | 園田   | 稍重 | 1:30.5 | 川原正一   | 住吉朝男   | 200万円 |
| 第10回  | 2008年9月24日 | 園田   | エンドスルー       | 園田   | 良   | 1:31.9 | 下原理     | 清水正人   | 200万円 |
| 第11回  | 2009年9月24日 | 園田   | アートオブビーン   | 西脇   | 良   | 1:30.7 | 北野真弘   | 野田学     | 200万円 |
| 第12回  | 2010年9月22日 | 園田   | リジョウクラウン   | 西脇   | 良   | 1:31.8 | 竹村達也   | 溝橋一秀   | 250万円 |
| 第13回  | 2011年9月22日 | 園田   | アスカリーブル     | 西脇   | 不良 | 1:31.1 | 大柿一真   | 田村彰啓   | 250万円 |
| 第14回  | 2012年9月19日 | 園田   | カツゲキドラマ     | 笠松   | 不良 | 1:29.8 | 尾島徹     | 柴田高志   | 250万円 |
| 第15回  | 2013年9月19日 | 園田   | カクシアジ         | 北海道 | 良   | 1:30.7 | 川原正一   | 田中淳司   | 250万円 |
| 第16回  | 2014年9月18日 | 園田   | トーコーヴィーナス | 園田   | 良   | 1:31.5 | 小谷周平   | 吉行龍穂   | 250万円 |
| 第17回  | 2015年9月17日 | 園田   | ランランラン       | 北海道 | 不良 | 1:29.0 | 川原正一   | 田中淳司   | 250万円 |
| 第18回  | 2016年9月21日 | 園田   | ナンネッタ         | 園田   | 重   | 1:28.9 | 大山真吾   | 吉行龍穂   | 300万円 |
| 第19回  | 2017年9月21日 | 園田   | サラヒメ           | 北海道 | 良   | 1:32.2 | 吉村智洋   | 角川秀樹   | 350万円 |
| 第20回  | 2018年9月20日 | 園田   | リリコ             | 園田   | 不良 | 1:29.4 | 吉村智洋   | 田中範雄   | 350万円 |
| 第21回  | 2019年9月26日 | 園田   | スティローザ       | 船橋   | 良   | 1:30.2 | 吉原寛人   | 矢野義幸   | 500万円 |
| 第22回  | 2020年9月24日 | 園田   | ラジアントエンティ | 北海道 | 良   | 1:30.9 | 吉村智洋   | 角川秀樹   | 500万円 |
| 第23回  | 2021年9月23日 | 園田   | グラーツィア       | 北海道 | 良   | 1:31.2 | 田中学     | 田中淳司   | 500万円 |
| 第24回  | 2022年9月22日 | 園田   | アドワン           | 園田   | 稍重 | 1:31.7 | 田野豊三   | 土屋洋之   | 500万円 |
| 第25回  | 2023年9月21日 | 園田   | コモリリーガル     | 北海道 | 良   | 1:31.0 | 下原理     | 米川昇     | 700万円 |
| 第26回  | 2024年9月12日 | 園田   | リオンダリーナ     | 北海道 | 良   | 1:30.6 | 下原理     | 小国博行   | 700万円 |

- 各回競走結果の出典：園田プリンセスカップ 歴代優勝馬（地方競馬全国協会）